# Saint-Renan
Saint-Renan település Franciaországban, Finistère megyében. Lakosainak száma 8454 fő (2022. január 1.). Saint-Renan Guilers, Lanrivoaré, Plouarzel, Ploumoguer, Plouzané és Milizac-Guipronvel községekkel határos.

## Népesség
A település népessége az elmúlt években az alábbi módon változott:
| Lakosok száma | 3488 | 5483 | 6576 | 7243 | 7815 | 8101 | 8110 | 8163 | 8276 | 8454 |
|               | 1968 | 1982 | 1990 | 2006 | 2013 | 2015 | 2017 | 2019 | 2020 | 2022 |